# Serrat de Sanaüja
El Serrat de Sanaüja és una muntanya de 1.392 metres que es troba al municipi de la Vansa i Fórnols, a la comarca de l'Alt Urgell.